# COSPAS
O sistema COSPAS (do russo para Sistema Espacial de Busca de Embarcações em Situação de Emergência) juntamente com o sistema SARSAT (do inglês, Search and Rescue Sattelite-Aided Tracking System) é um programa de cooperação internacional iniciado pelos EUA, Canadá, França e Rússia, com o objetivo de desenvolver atividades de busca e salvamento de vidas humanas a bordo de aeronaves ou embarcações acidentadas ou em situação de emergência. 